# Diocesi di Ausana
La diocesi di Ausana (in latino Dioecesis Ausanensis) è una sede soppressa e sede titolare della Chiesa cattolica.

## Storia
Ausana, nell'odierna Tunisia, è un'antica sede episcopale della provincia romana dell'Africa Proconsolare, suffraganea dell'arcidiocesi di Cartagine.
È noto un solo vescovo di questa sede. Tra i vescovi cattolici convocati a Cartagine dal re vandalo Unerico nel 484 partecipò Cassosus Ausanensis.
Dal 1989 Ausana è annoverata tra le sedi vescovili titolari; dal 19 dicembre 2020 il vescovo titolare è Raúl Pizarro, vescovo ausiliare di San Isidro.

## Cronotassi

### Vescovi
- Cassoso † (menzionato nel 484)

### Vescovi titolari
- Józef Zawitkowski † (26 maggio 1990 - 29 ottobre 2020 deceduto)
- Raúl Pizarro, dal 19 dicembre 2020